# Anna Jurksztowicz
Anna Małgorzata Jurksztowicz-Dębska (ur. 5 sierpnia 1963 w Szczecinie) – polska piosenkarka i producentka muzyczna.

## Życiorys
Absolwentka Wydziału Wokalnego Średniej Szkoły Muzycznej w Szczecinie. Zadebiutowała w 1975, dołączając do amatorskiego zespołu wokalnego muzyki dawnej Musicus Poloniensis, w którym śpiewała do 1980. W latach 1980–1984 była wokalistką szczecińskiej grupy Music Market, specjalizującej się w muzyce gospel i spirituals. Wystąpiła w Konkursie Jazzu Tradycyjnego „Złota Tarka” w latach 1980–1981 i w 1984. Współpracowała na estradzie i w nagraniach m.in. z Orkiestrą PRiTV Zbigniewa Górnego i grupą Sami Swoi. W latach 80. występowała z zespołem Bolter. Uczestniczyła w realizacji widowiska Katarzyny Gaertner Pozłacany warkocz i suity Krzysztofa Zgrai Kurpie. Zrealizowała recitale telewizyjne: Ballady jazzowe, Gospel i spirituals oraz Jazz Production. Współpracowała także z poznańskim zespołem Spirituals and Gospel Singers, którym dokonała nagrań dla archiwum Polskiego Radia, a także z którym koncertowała w kraju i za granicą, m.in. w NRD, ZSRR, RFN i Szwecji.
Po raz pierwszy wystąpiła jako solistka w 1985 na 22. Krajowym Festiwalu Piosenki Polskiej w Opolu, na którym zdobyła pierwszą nagrodę w konkursie „Premier” za wykonanie utworu „Diamentowy kolczyk”. Reprezentowała Polskę na festiwalach w Dreźnie w 1986, Curaçao w 1988, Jurmale w 1989, Karlshamn i Syrakuzach w 1990, Stambule w 1994 i w Kairze w 1995. W 1988 za wykonanie utworu „Będzie tak, jak jest” otrzymała drugą nagrodę w konkursie „Premier” na 25. KFPP w Opolu. Na przełomie lat 80. i 90. wzięła udział w serii koncertów Dyskoteka Pana Jacka, organizowanych przez Jacka Cygana. Jej wielkim dziecięcym przebojem przed laty była piosenka „Zima lubi dzieci”. Nagrała piosenki do filmów i seriali TV, takich jak Kingsajz, W pustyni i w puszczy, Puchatkowego Nowego Roku, Prosiaczek i przyjaciele, Kubuś i Hefalumpy, Czułość i kłamstwa (Wizja Jeden, Polsat), Matki, żony i kochanki, Na dobre i na złe czy Ranczo.
W 2016 ukazała się jej książka kucharska IQuchnia czyli jak inteligentnie jeść i pić (ISBN 978-83-7945-251-4). Na Wydziale Prawa i Administracji Uniwersytetu Warszawskiego Jurksztowicz uczestniczyła w studiach doktoranckich z prawa autorskiego. Jest wydawcą i producentem muzycznym. W serii płytowej poświęconej muzyce współczesnej pt. Modern Classics from Poland jej firma wydawnicza Si Music promuje twórczość kompozytorską.
4 września 2020 wydała album pt. Jestem taka sama z okazji 35-lecia działalności artystycznej. Album promowała singlami: „Kochanie, ja nie wiem” (nagranym z Andrzejem Piasecznym) i tytułowy, z którym wystąpiła podczas konkursu Premier w ramach 57. KFPP w Opolu. Wiosną 2022 wzięła udział w 16. edycji programu rozrywkowego Twoja twarz brzmi znajomo w telewizji Polsat. Od 2024 prowadzi cykl wywiadów z artystami Legendy Show-biznesu na kanale „Złota scena” w serwisie YouTube.

## Życie prywatne

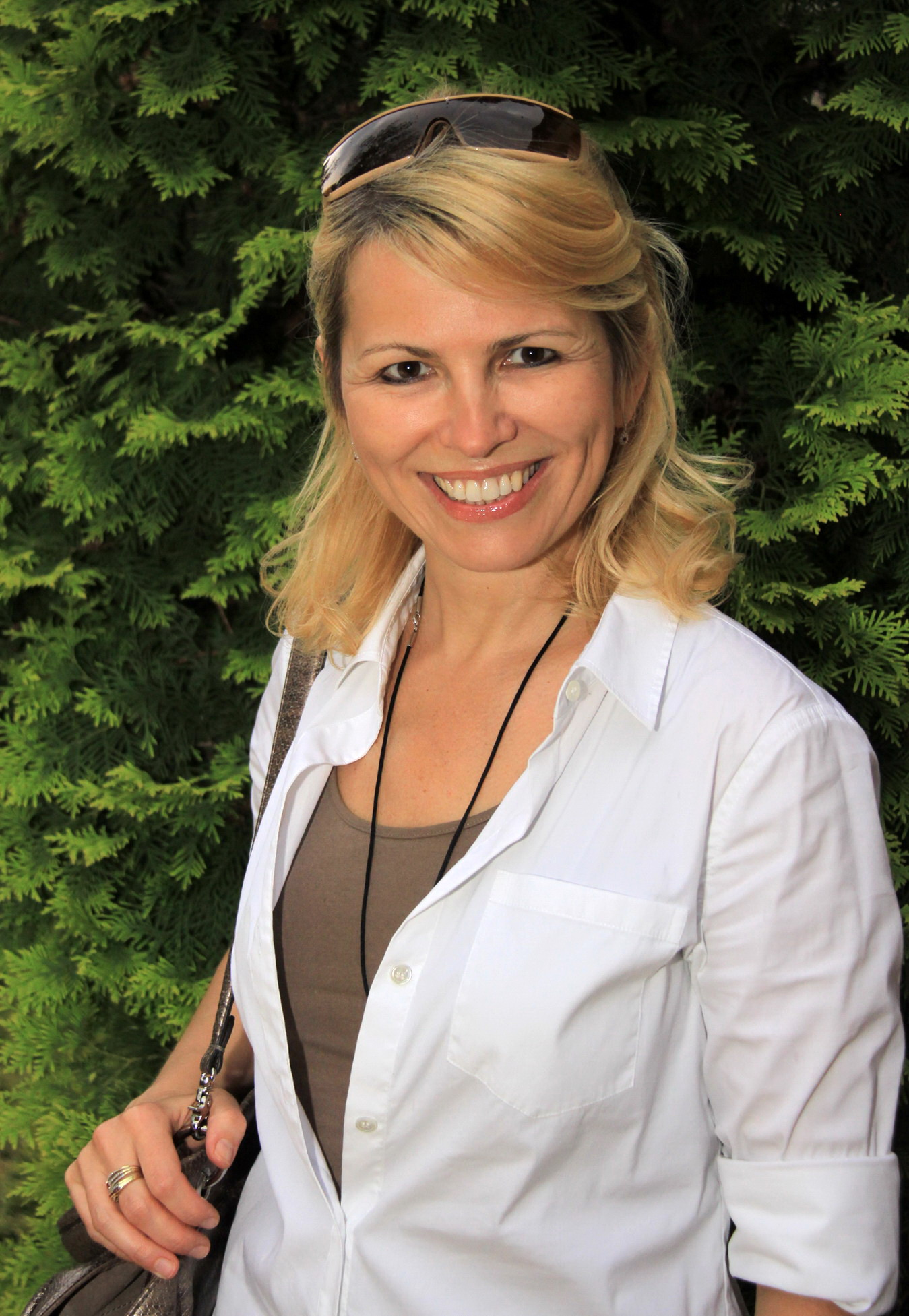
Jurksztowicz (2012)

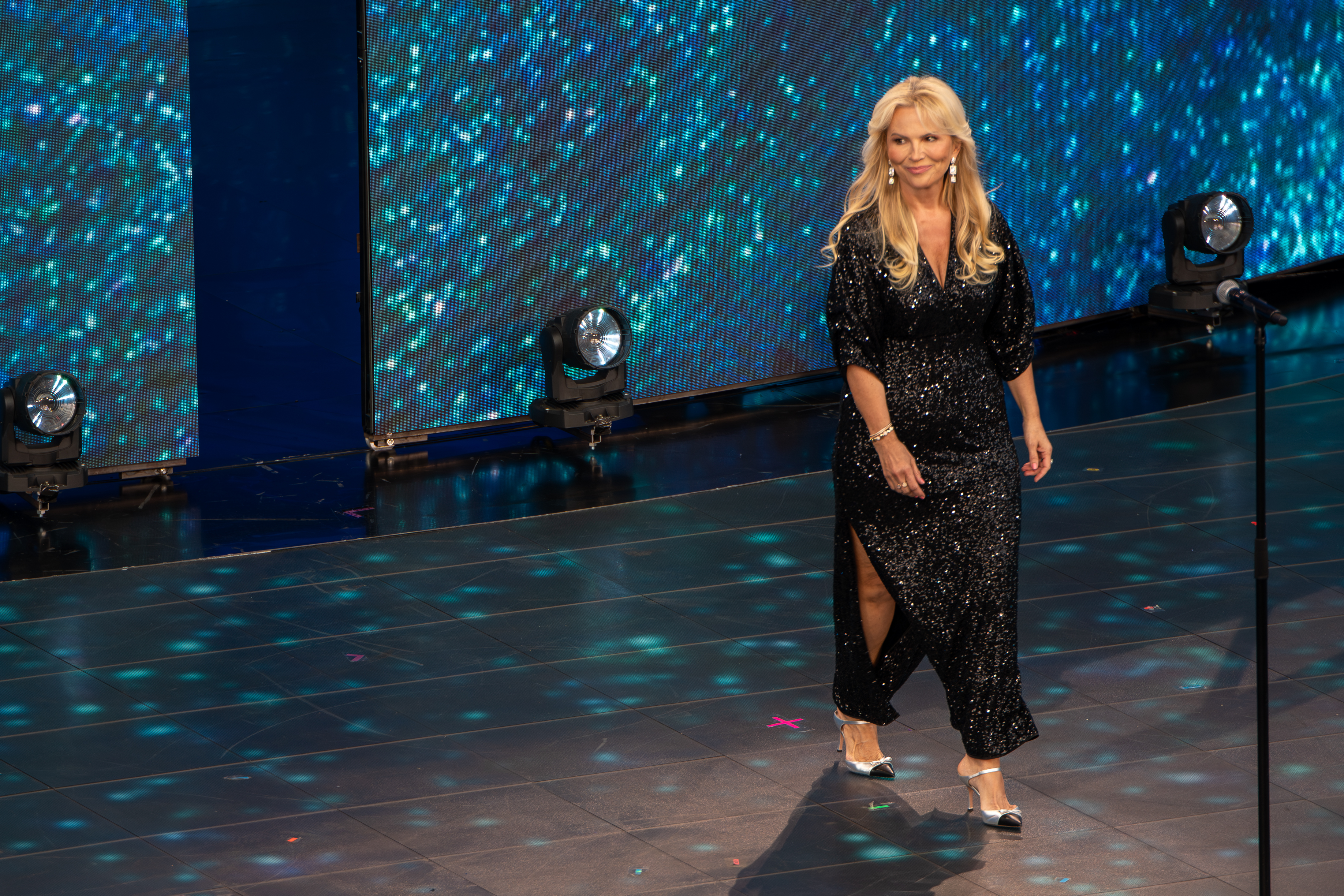
Jurksztowicz podczas występu na LXII KFPP w Opolu (2025)

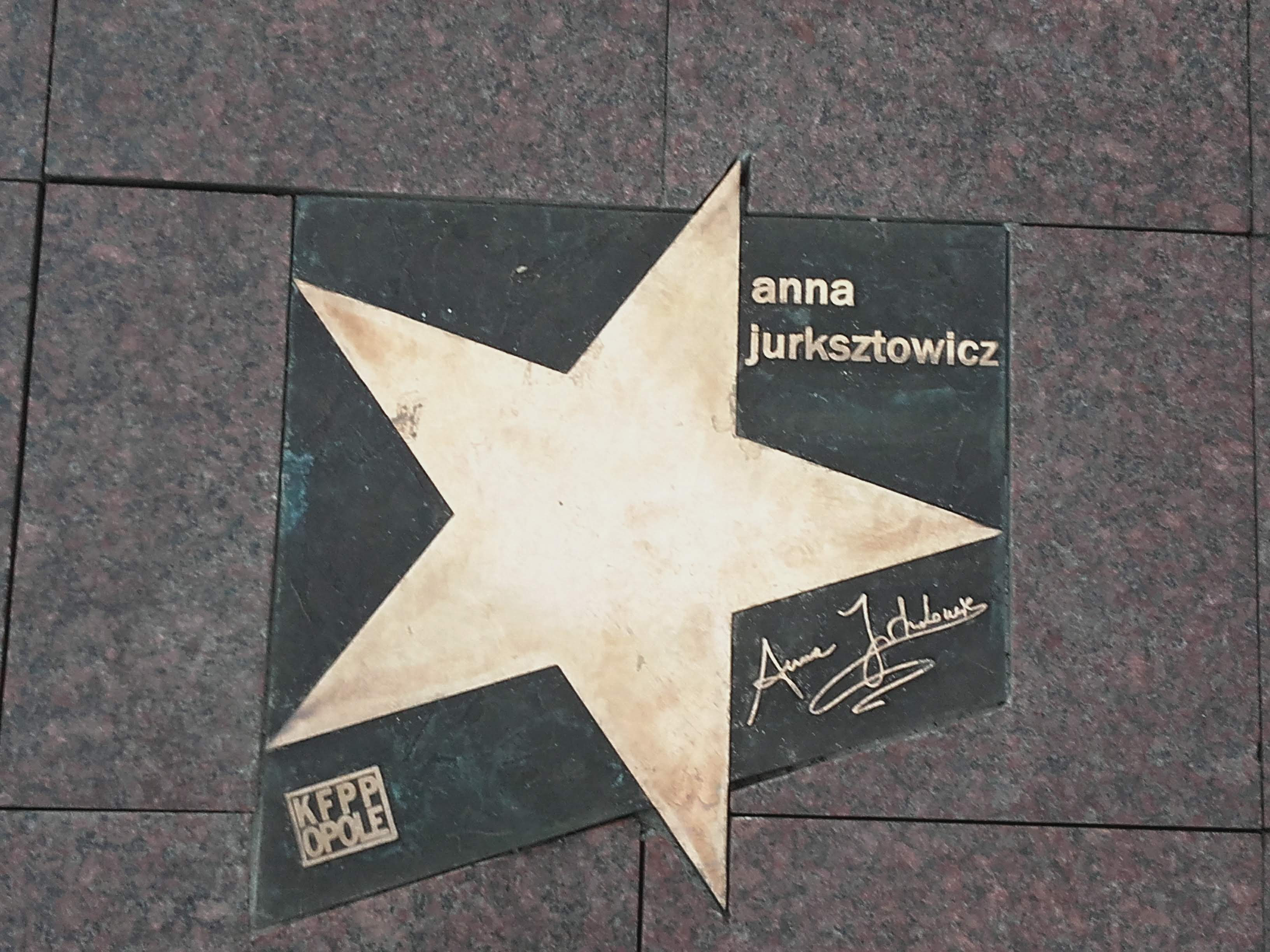
Gwiazda Anny Jurksztowicz w Alei Gwiazd Festiwalu Polskiej Piosenki w Opolu.

Matka piosenkarki była urzędniczką w prokuraturze. Ma brata, Mirosława.
Była drugą żoną Krzesimira Dębskiego (ślub w 1995 r.), z którym ma dwoje dzieci: Marię (ur. 1985) i Radzimira (ur. 1987).

## Nagrody i wyróżnienia
- 1981 – wyróżnienie w KJT „Złota Tarka” w Warszawie
- 1984 – I nagroda zespołowa dla Music Market w KJT „Złota Tarka”
- 1985 – Nagroda im. Karola Musioła oraz I nagroda na 22. KFPP w Opolu za „Diamentowy kolczyk”
- 1986 – nagroda za interpretacje na festiwalu w Dreźnie
- 1988 – II nagroda na 25. KFPP w Opolu w koncercie „Premiery” za piosenkę „Będzie tak jak jest”
- 1991 – II nagroda na 28. KFPP w Opolu w koncercie „Premiery” za piosenkę „Muszelko ratuj mnie”
- 1992 – II nagroda na 29. KFPP w Opolu w koncercie „Premiery” za piosenkę „Ja samba”
- 2020 – nagroda za całokształt twórczości na 57. KFPP w Opolu

## Dyskografia
Albumy
- Di Rock Cimbalisten jako Dee Dee Lewis; Polskie Nagrania
- Dziękuję, nie tańczę (1986)
- Pójdźmy wszyscy do stajenki - Polton (1987)
- Kochaj mnie zwyczajnie (1992)
- Złote Przeboje (1994)
- Sery i inne numery (1999)
- Złota kolekcja (2001)
- Prosiaczek i przyjaciele (2003)
- Poza czasem: Muzyka duszy (2014)
- O miłości, ptakach i złych chłopakach (2018)
- Jestem taka sama (2020)

Single
| Rok  | Tytuł                   | Pozycje |
| Rok  | Tytuł                   | LP3     |
| ---- | ----------------------- | ------- |
| 1986 | „Od dzisiaj mówię STOP” | 40      |
| 1986 | „Hej, Man!”             | 20      |
| 1987 | „Video dotyk”           | 21      |
| 1987 | „Przenikam”             | 24      |

Inne single
- Kali nie boi stracha (Nahima Vara Raha) – 2001
- Kochanie, ja nie wiem (w duecie z Andrzejem Piasecznym) – 2020
- Jestem taka sama (2020)

## Publikacje książkowe
- Anna Jurksztowicz IQuchnia czyli jak inteligentnie jeść i pić, Edipresse Polska Warszawa 2016 (ISBN 978-83-7945-251-4)